# Michael Jackson: The Experience
Michael Jackson: The Experience är ett musikspel där musik, rytm och danssteg är baserat på Michael Jacksons sånger och danser. Spelet utvecklades och gavs ut av Ubisoft mellan 2010 och 2011 till USA och den 14 april 2011 till Europa. PC-versionen är försenad till maj 2011 till USA respektive Europa under juli 2011, som kommer att behöva en webbkamera för att kunna fungera. Spelet släpptes till flera olika spelkonsoler, bland annat till Xbox 360 och Playstation 3 där spelet har stöd för Kinect respektive Playstation Move. Spelet innehåller flera av Michael Jacksons mest kända låtar såsom Bad, Beat It, Billie Jean, Smooth Criminal, Thriller och många fler.

## Gameplay
Spelet använder sig av Ubisofts egenutvecklade spelteknik vid namn Player Projection. Spelarens kroppsfigur avbildas på TV-skärmen i olika bakgrunder inspirerade av Michael Jacksons berömda musikvideor och liveframträdanden. De uppgifter som samlas in på detta sätt gör det möjligt för spelet att aktivera olika visuella effekter och även själva musiken. 
Spelet har en hel del spellägen. En av dem heter Challenge Mode, där fyra spelare tävlar mot varandra för att få poäng. I Michael's School kan spelare repetera inför deras musikframträdande, där man kan lära sig Michael Jacksons berömda danssteg.
Fyra spelare kan köra med varandra på Wii och Playstation Move, men till Kinect är det begränsad till endast en spelare i taget. I Kinect-versionen av spelet kan man sjunga under dansframträdandet och valfri karaokeuppträdande på Playstation 3- och Wii-versionen. I DS-versionen av spelet finns det en tecknad version av Michael Jackson på den övre skärmen, och spelaren följer hans rörelser längs bottenskärmen av spelkonsolen i takt med musiken. Denna spelstil liknar nästan som Nintendo DS-spelet Elite Beat Agents. I Wii-versionen av spelet kan man spela som antingen Michael eller hans dansare. 

## Sånger
| Namn                           | År     | Wii | DS | PSP | PS3, Xbox 360 | PC, MAC |
| ------------------------------ | ------ | --- | -- | --- | ------------- | ------- |
| Another Part of Me             | 1987   | 1   |    |     | 2             |         |
| Bad                            | 1987   |     |    |     |               |         |
| Beat It                        | 1982   |     |    |     |               |         |
| Billie Jean                    | 1982   |     |    |     |               | 3       |
| Black or White                 | 1991   |     |    |     |               | 6       |
| Blood on the Dance Floor       | 1997   | ✘   | ✘  | ✘   |               |         |
| Dirty Diana                    | 1987   |     | ✘  | ✘   |               |         |
| Don't Stop 'til You Get Enough | 1979   |     |    |     |               | ✘       |
| Earth Song                     | 1995   |     | ✘  | ✘   |               | 1       |
| Ghosts                         | 1997   |     | ✘  | ✘   |               |         |
| The Girl Is Mine               | 1982   |     | ✘  |     |               | ✘       |
| Heal the World                 | 1991   |     |    |     |               | ✘       |
| I Just Can't Stop Loving You   | 1987   | 5   | ✘  | ✘   |               | ✘       |
| In the Closet                  | 1991   |     | ✘  | ✘   |               | 3       |
| Leave Me Alone                 | 1987   |     |    |     |               | ✘       |
| Money                          | 1982   |     | ✘  | ✘   |               |         |
| Remember the Time              | 1991   |     | ✘  |     |               |         |
| Rock with You                  | 1979   |     | ✘  |     |               | ✘       |
| Smooth Criminal                | 1987   |     |    |     |               | 3       |
| Speed Demon                    | 1987   |     | ✘  | ✘   |               |         |
| Stranger in Moscow             | 1995   | ✘   | ✘  | ✘   |               |         |
| Streetwalker                   | 2001   |     |    |     |               |         |
| Sunset Driver                  | 2004   |     | ✘  | ✘   |               | ✘       |
| They Don't Care About Us       | 1995   |     | ✘  | ✘   |               |         |
| Thriller                       | 1982   |     | ✘  |     |               | 4       |
| Wanna Be Startin' Somethin'    | 1982   |     |    |     |               | ✘       |
| The Way You Make Me Feel       | 1987   |     |    |     |               | 6       |
| Who Is It                      | 1991   |     | ✘  | ✘   |               | 6       |
| Will You Be There              | 1991   |     | ✘  |     |               | 1       |
| Workin' Day and Night          | 1997   |     | ✘  | ✘   |               | ✘       |
|                                |        |     |    |     |               |         |
|                                | Totalt | 28  | 12 | 17  | 30            | 18      |

| Notera                                                         |
| -------------------------------------------------------------- |
| 1 Endast med i Wal-Mart eller HMV Special Edition.             |
| 2 Endast med i Wal-Mart Special Edition.                       |
| 3 Endast med i GameStop Deluxe Collector's Edition.            |
| 4 Endast med i Toys 'R' Us Extended Edition.                   |
| 5 Ej spelbar, låten framförs endast under sluttexten i spelet. |
| 6 Upplåsbar.                                                   |